# Ayuntamiento de San Cristóbal de Segovia
El Ayuntamiento de San Cristóbal de Segovia es la institución que se encarga del gobierno y de la administración del municipio de San Cristóbal de Segovia, España.
Actualmente está presidido por el correspondiente alcalde, desde 2011 Óscar Benito Moral (Partido Popular). Este cargo es elegido democráticamente por sufragio universal desde 2003.
El ayuntamiento tiene su sede en el Centro de Usos Múltiples (CUM) junto con la biblioteca y un salón de actos.

## Alcaldes
Desde la independencia del Ayuntamiento de Palazuelos de Eresma, se han sucedido cuatro alcaldes diferentes en San Cristóbal de Segovia:
| Periodo   | Nombre                   | Partido                                  |
| --------- | ------------------------ | ---------------------------------------- |
| 1979-1983 | ----                     | ----                                     |
| 1983-1987 | ----                     | ----                                     |
| 1987-1991 | ----                     | ----                                     |
| 1991-1995 | ----                     | ----                                     |
| 1995-1999 | ----                     | ----                                     |
| 1999-2003 | Gabino Herranz Benito    | Agrupación de electores (GISCS)          |
| 2003-2007 | Elías Sacristán Martín   | Partido Popular (PP)                     |
| 2007-2011 | Belén Salamanca Escorial | Partido Socialista Obrero Español (PSOE) |
| 2011-2015 | Óscar Benito Moral Sanz  | Partido Popular (PP)                     |
| 2015-2019 | Óscar Benito Moral Sanz  | Partido Popular (PP)                     |
| 2019-2023 | Óscar Benito Moral Sanz  | Partido Popular (PP)                     |
| 2023-act. | Óscar Benito Moral Sanz  | Partido Popular (PP)                     |

## Resultados electorales

### Mayo de 2023

Distribución del Ayuntamiento tras las elecciones municipales de 2023

| Distribución del Ayuntamiento tras las elecciones municipales de 2023 | Distribución del Ayuntamiento tras las elecciones municipales de 2023 | Distribución del Ayuntamiento tras las elecciones municipales de 2023 | Distribución del Ayuntamiento tras las elecciones municipales de 2023 | Distribución del Ayuntamiento tras las elecciones municipales de 2023 | Distribución del Ayuntamiento tras las elecciones municipales de 2023 |
| Partido político                                                      | Candidato                                                             | Votos                                                                 | Porcentaje                                                            | Concejales                                                            | +/-                                                                   |
| --------------------------------------------------------------------- | --------------------------------------------------------------------- | --------------------------------------------------------------------- | --------------------------------------------------------------------- | --------------------------------------------------------------------- | --------------------------------------------------------------------- |
| PP                                                                    | Óscar Benito Moral Sanz                                               | 969                                                                   | 62,63 %                                                               | 8                                                                     | +2                                                                    |
| PSOE                                                                  | Rafael Masa Sierra                                                    | 438                                                                   | 28,37 %                                                               | 3                                                                     |                                                                       |
| Vox                                                                   | Francisco Javier Matellán Diego                                       | 108                                                                   | 6,98 %                                                                | 0                                                                     |                                                                       |
| Censo                                                                 | Censo                                                                 | 2180                                                                  | 100 %                                                                 |                                                                       |                                                                       |
| Votantes                                                              | Votantes                                                              | 1579                                                                  | 74,22 %                                                               |                                                                       |                                                                       |
| Votos válidos                                                         | Votos válidos                                                         | 1547                                                                  | 97,97 %                                                               |                                                                       |                                                                       |
| Abstenciones                                                          | Abstenciones                                                          | 785                                                                   | 33,48 %                                                               |                                                                       |                                                                       |
| Blancos                                                               | Blancos                                                               | 31                                                                    | 2 %                                                                   |                                                                       |                                                                       |
| Nulos                                                                 | Nulos                                                                 | 32                                                                    | 2,02 %                                                                |                                                                       |                                                                       |

### Mayo de 2019
| Distribución del Ayuntamiento tras las elecciones municipales de 2019 | Distribución del Ayuntamiento tras las elecciones municipales de 2019 | Distribución del Ayuntamiento tras las elecciones municipales de 2019 | Distribución del Ayuntamiento tras las elecciones municipales de 2019 | Distribución del Ayuntamiento tras las elecciones municipales de 2019 | Distribución del Ayuntamiento tras las elecciones municipales de 2019 |
| Partido político                                                      | Candidato                                                             | Votos                                                                 | Porcentaje                                                            | Concejales                                                            | +/-                                                                   |
| --------------------------------------------------------------------- | --------------------------------------------------------------------- | --------------------------------------------------------------------- | --------------------------------------------------------------------- | --------------------------------------------------------------------- | --------------------------------------------------------------------- |
| PP                                                                    | Óscar Benito Moral Sanz                                               | 802                                                                   | 50,54 %                                                               | 6                                                                     |                                                                       |
| PSOE                                                                  | Susana de Lucas Sanz                                                  | 431                                                                   | 27,16 %                                                               | 3                                                                     | -1                                                                    |
| Ciudadanos                                                            | Ángel Jiménez Polo                                                    | 193                                                                   | 12,16 %                                                               | 1                                                                     | +1                                                                    |
| Centrados                                                             | Juan Ángel Ruíz                                                       | 123                                                                   | 7,75 %                                                                | 1                                                                     |                                                                       |
| Censo                                                                 | Censo                                                                 | 2180                                                                  | 100 %                                                                 |                                                                       |                                                                       |
| Votantes                                                              | Votantes                                                              | 1618                                                                  | 74,22 %                                                               |                                                                       |                                                                       |
| Votos válidos                                                         | Votos válidos                                                         | 1587                                                                  | 98,08 %                                                               |                                                                       |                                                                       |
| Abstenciones                                                          | Abstenciones                                                          | 563                                                                   | 25,83 %                                                               |                                                                       |                                                                       |
| Blancos                                                               | Blancos                                                               | 38                                                                    | 2,40 %                                                                |                                                                       |                                                                       |
| Nulos                                                                 | Nulos                                                                 | 30                                                                    | 1,85 %                                                                |                                                                       |                                                                       |

Distribución del Ayuntamiento tras las elecciones municipales de 2019

1Los miembros de UPyD están integrados ahora dentro de la candidatura del Centrados.

### Mayo de 2015

Distribución del Ayuntamiento tras las elecciones municipales de 2015

| Distribución del Ayuntamiento tras las elecciones municipales de 2015 | Distribución del Ayuntamiento tras las elecciones municipales de 2015 | Distribución del Ayuntamiento tras las elecciones municipales de 2015 | Distribución del Ayuntamiento tras las elecciones municipales de 2015 | Distribución del Ayuntamiento tras las elecciones municipales de 2015 | Distribución del Ayuntamiento tras las elecciones municipales de 2015 |
| Partido político                                                      | Candidato                                                             | Votos                                                                 | Porcentaje                                                            | Concejales                                                            | +/-                                                                   |
| --------------------------------------------------------------------- | --------------------------------------------------------------------- | --------------------------------------------------------------------- | --------------------------------------------------------------------- | --------------------------------------------------------------------- | --------------------------------------------------------------------- |
| PP                                                                    | Óscar Benito Moral Sanz                                               | 622                                                                   | 46,35 %                                                               | 6                                                                     | -1                                                                    |
| PSOE                                                                  | María Victoria Alonso Navarro                                         | 424                                                                   | 31,59 %                                                               | 4                                                                     |                                                                       |
| UPYD                                                                  | Juan Ángel Ruíz                                                       | 198                                                                   | 14,75 %                                                               | 1                                                                     | +1                                                                    |
| Censo                                                                 | Censo                                                                 | 1996                                                                  | 100 %                                                                 |                                                                       |                                                                       |
| Votantes                                                              | Votantes                                                              | 1404                                                                  | 70,34 %                                                               |                                                                       |                                                                       |
| Votos válidos                                                         | Votos válidos                                                         | 1342                                                                  | 95,58 %                                                               |                                                                       |                                                                       |
| Abstenciones                                                          | Abstenciones                                                          | 592                                                                   | 29,66 %                                                               |                                                                       |                                                                       |
| Blancos                                                               | Blancos                                                               | 98                                                                    | 7,30 %                                                                |                                                                       |                                                                       |
| Nulos                                                                 | Nulos                                                                 | 62                                                                    | 4,42 %                                                                |                                                                       |                                                                       |

### Mayo de 2011

Distribución del Ayuntamiento tras las elecciones municipales de 2011

| Distribución del Ayuntamiento tras las Elecciones municipales de 2011 | Distribución del Ayuntamiento tras las Elecciones municipales de 2011 | Distribución del Ayuntamiento tras las Elecciones municipales de 2011 | Distribución del Ayuntamiento tras las Elecciones municipales de 2011 | Distribución del Ayuntamiento tras las Elecciones municipales de 2011 | Distribución del Ayuntamiento tras las Elecciones municipales de 2011 |
| Partido político                                                      | Candidato                                                             | Votos                                                                 | Porcentaje                                                            | Concejales                                                            | +/-                                                                   |
| --------------------------------------------------------------------- | --------------------------------------------------------------------- | --------------------------------------------------------------------- | --------------------------------------------------------------------- | --------------------------------------------------------------------- | --------------------------------------------------------------------- |
| PP                                                                    | Óscar Benito Moral Sanz                                               | 717                                                                   | 55,37 %                                                               | 7                                                                     | +2                                                                    |
| PSOE                                                                  | Miguel Merino Sánchez                                                 | 503                                                                   | 38,84 %                                                               | 4                                                                     |                                                                       |
| Censo                                                                 | Censo                                                                 | 1812                                                                  | 100 %                                                                 |                                                                       |                                                                       |
| Votantes                                                              | Votantes                                                              | 1332                                                                  | 73,51 %                                                               |                                                                       |                                                                       |
| Votos válidos                                                         | Votos válidos                                                         | 1295                                                                  | 97,22 %                                                               |                                                                       |                                                                       |
| Abstenciones                                                          | Abstenciones                                                          | 480                                                                   | 26,49 %                                                               |                                                                       |                                                                       |
| Blancos                                                               | Blancos                                                               | 75                                                                    | 5,79 %                                                                |                                                                       |                                                                       |
| Nulos                                                                 | Nulos                                                                 | 37                                                                    | 2,78 %                                                                |                                                                       |                                                                       |

### Mayo de 2007

Distribución del Ayuntamiento tras las elecciones municipales de 2007

| Distribución del Ayuntamiento tras las Elecciones municipales de 2007 | Distribución del Ayuntamiento tras las Elecciones municipales de 2007 | Distribución del Ayuntamiento tras las Elecciones municipales de 2007 | Distribución del Ayuntamiento tras las Elecciones municipales de 2007 | Distribución del Ayuntamiento tras las Elecciones municipales de 2007 | Distribución del Ayuntamiento tras las Elecciones municipales de 2007 |
| Partido político                                                      | Candidato                                                             | Votos                                                                 | Porcentaje                                                            | Concejales                                                            | +/-                                                                   |
| --------------------------------------------------------------------- | --------------------------------------------------------------------- | --------------------------------------------------------------------- | --------------------------------------------------------------------- | --------------------------------------------------------------------- | --------------------------------------------------------------------- |
| PP                                                                    | Óscar Benito Moral Sanz                                               | 509                                                                   | 40,75 %                                                               | 5                                                                     | +2                                                                    |
| PSOE                                                                  | María Belén Salamanca Escorial                                        | 396                                                                   | 31,71 %                                                               | 4                                                                     | +1                                                                    |
| Grupo Independiente de San Cristóbal de Segovia                       | Bernardo Francisco Callejón Muñoz                                     | 154                                                                   | 12,33 %                                                               | 1                                                                     | -1                                                                    |
| Plataforma por el Compromiso Ambiental y Social                       | Visitación García Pérez                                               | 133                                                                   | 10,65 %                                                               | 1                                                                     | +1                                                                    |
| Izquierda Unida-Los Verdes Compromiso por Castilla y León             | José Ángel Frias Calvo                                                | 44                                                                    | 3,52 %                                                                | 0                                                                     | -1                                                                    |
| Censo                                                                 | Censo                                                                 | 1719                                                                  | 100 %                                                                 |                                                                       |                                                                       |
| Votantes                                                              | Votantes                                                              | 1265                                                                  | 73,59 %                                                               |                                                                       |                                                                       |
| Votos válidos                                                         | Votos válidos                                                         | 1249                                                                  | 98,74 %                                                               |                                                                       |                                                                       |
| Abstenciones                                                          | Abstenciones                                                          | 454                                                                   | 26,41 %                                                               |                                                                       |                                                                       |
| Blancos                                                               | Blancos                                                               | 13                                                                    | 1,04 %                                                                |                                                                       |                                                                       |
| Nulos                                                                 | Nulos                                                                 | 16                                                                    | 1,28 %                                                                |                                                                       |                                                                       |

### Mayo de 2003

Distribución del Ayuntamiento tras las elecciones municipales de 2003

| Distribución del Ayuntamiento tras las Elecciones municipales de 2003 | Distribución del Ayuntamiento tras las Elecciones municipales de 2003 | Distribución del Ayuntamiento tras las Elecciones municipales de 2003 | Distribución del Ayuntamiento tras las Elecciones municipales de 2003 | Distribución del Ayuntamiento tras las Elecciones municipales de 2003 | Distribución del Ayuntamiento tras las Elecciones municipales de 2003 | Distribución del Ayuntamiento tras las Elecciones municipales de 2003 |
| Partido político                                                      | Candidato                                                             | Votos                                                                 | Porcentaje                                                            | Concejales                                                            | +/-                                                                   |                                                                       |
| --------------------------------------------------------------------- | --------------------------------------------------------------------- | --------------------------------------------------------------------- | --------------------------------------------------------------------- | --------------------------------------------------------------------- | --------------------------------------------------------------------- | --------------------------------------------------------------------- |
| PSOE                                                                  | Carlos de Andrés de Andrés                                            | 324                                                                   | 29 %                                                                  | 3                                                                     | +1                                                                    |                                                                       |
| PP                                                                    | Elías Sacristán Martín                                                | 304                                                                   | 27,22 %                                                               | 3                                                                     | +1                                                                    |                                                                       |
| Grupo Independiente de San Cristóbal de Segovia                       | Gabino Herranz Benito                                                 | 269                                                                   | 24,08 %                                                               | 2                                                                     | -2                                                                    |                                                                       |
| Izquierda Unida de Castilla y León                                    | María Isabel Caballero Expósito                                       | 197                                                                   | 17,64 %                                                               | 1                                                                     |                                                                       |                                                                       |
| Censo                                                                 | Censo                                                                 | 1504                                                                  | 100 %                                                                 |                                                                       |                                                                       |                                                                       |
| Votantes                                                              | Votantes                                                              | 1121                                                                  | 74,54 %                                                               |                                                                       |                                                                       |                                                                       |
| Votos válidos                                                         | Votos válidos                                                         | 1117                                                                  | 94,64 %                                                               |                                                                       |                                                                       |                                                                       |
| Abstenciones                                                          | Abstenciones                                                          | 383                                                                   | 25,47 %                                                               |                                                                       |                                                                       |                                                                       |
| Blancos                                                               | Blancos                                                               | 23                                                                    | 2,06 %                                                                |                                                                       |                                                                       |                                                                       |
| Nulos                                                                 | Nulos                                                                 | 4                                                                     | 0,36 %                                                                |                                                                       |                                                                       |                                                                       |

### Comisión Gestora de 1999

Distribución de la Comisión Gestora tras la segregación de Palazuelos de Eresma

| Grupo Independiente de San Cristóbal de Segovia | 4 |
| PP                                              | 2 |
| PSOE                                            | 2 |
| Izquierda Unida de Castilla y León              | 1 |